# タウンプロデューサー
タウンプロデューサーは、経済産業省がまちづくりに係る人材育成事業の牽引役として、平成24年度から任命しているまちづくり専門家のこと。タウンプロデューサー任命の趣旨、推薦基準、任期については、まちづくり情報サイト「街元気」に記載されており、平成27年度は27名が任命されている。
タウンプロデューサーには、まちづくりを先導するタウンマネージャーの中で、長年にわたり地域のまちづくりに携わってきた者や、各地域のまちづくり事例に精通している専門家が任命されており、まちづくり先進地域における研修の開催、タウンマネジメントに必要な専門知識やノウハウについての講義や先進的なまちづくりの事例紹介、まちづくり会社等から、まちづくり情報サイト「街元気」に寄せられる相談に対するアドバイスなどを担っている。